# Rue Soyer
La rue Soyer est une voie de la commune de Neuilly-sur-Seine, dans le département des Hauts-de-Seine, en France.

## Situation et accès
Cette rue, orientée du nord-ouest au sud-est, part des bords de la Seine, rencontre la rue Ybry puis le boulevard de la Saussaye, et se termine au droit de la rue du Château.

## Origine du nom
Cette rue doit son nom à Louis Évariste Soyer (1805-1870), maire de la commune.

## Historique
Elle est atteinte par la crue de la Seine de 1910, comme toutes les rues alentour, proches du fleuve,.

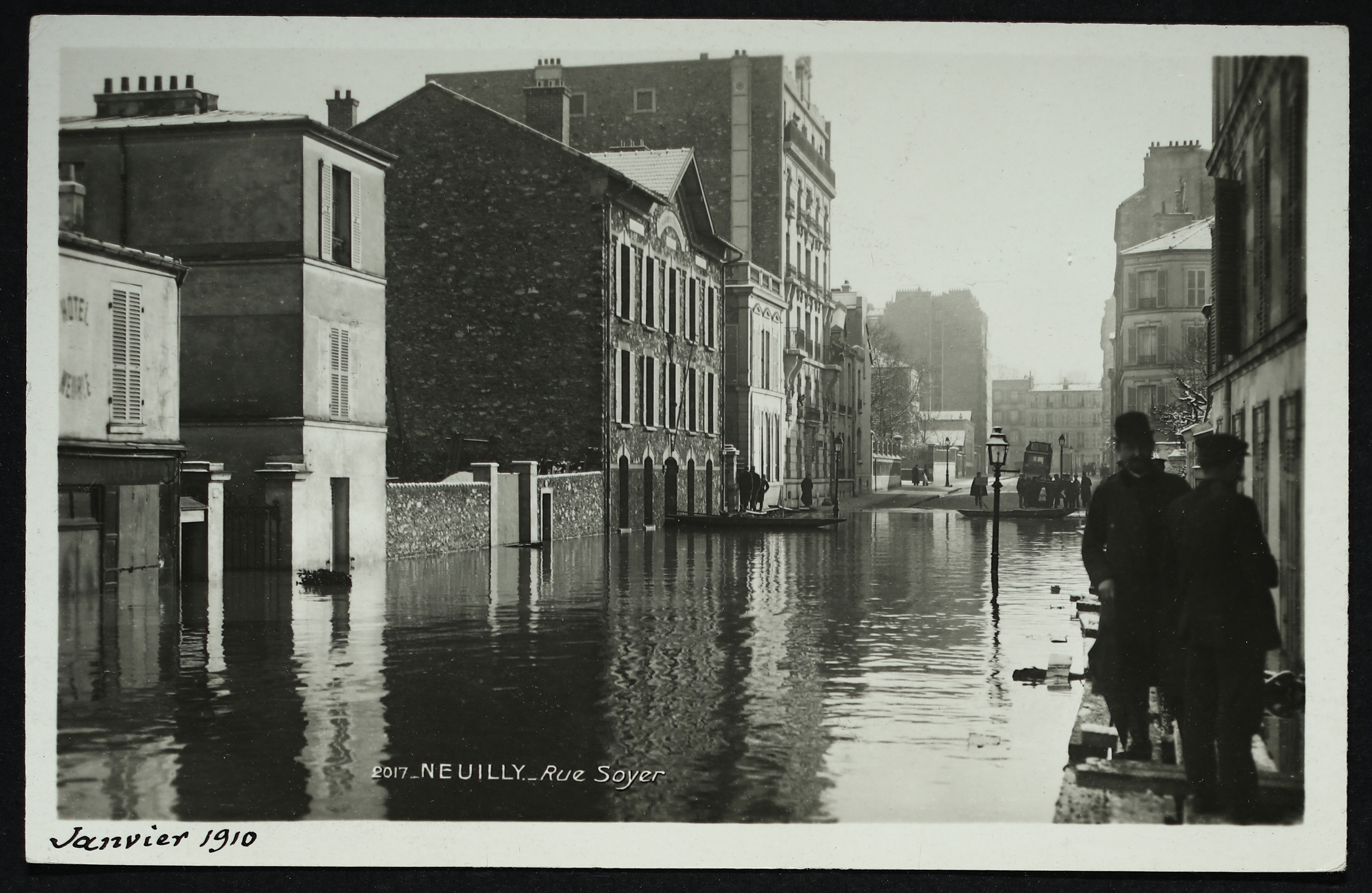
Inondation 1910 - Rue Soyer.
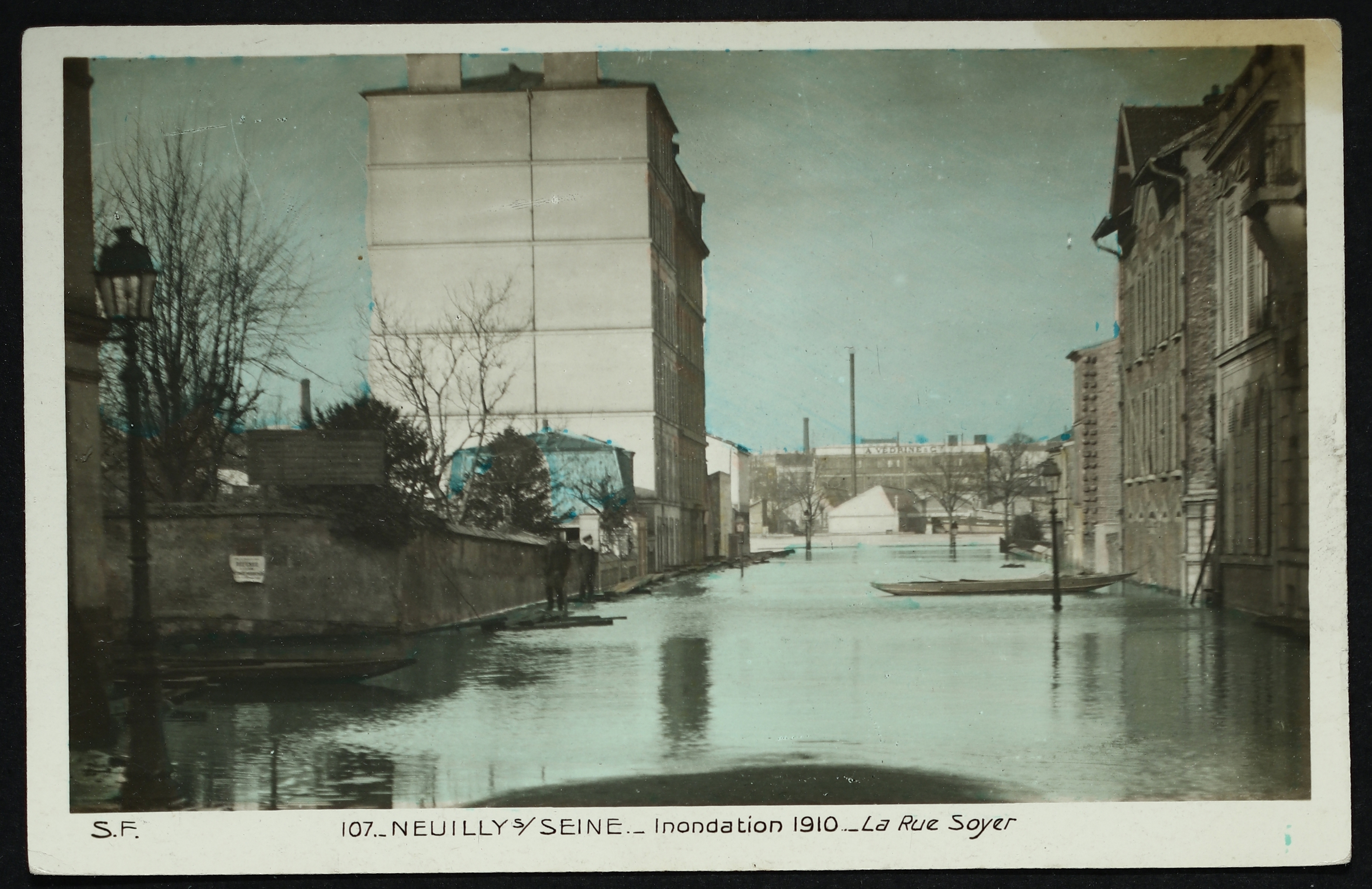
Inondation 1910 - La rue Soyer.
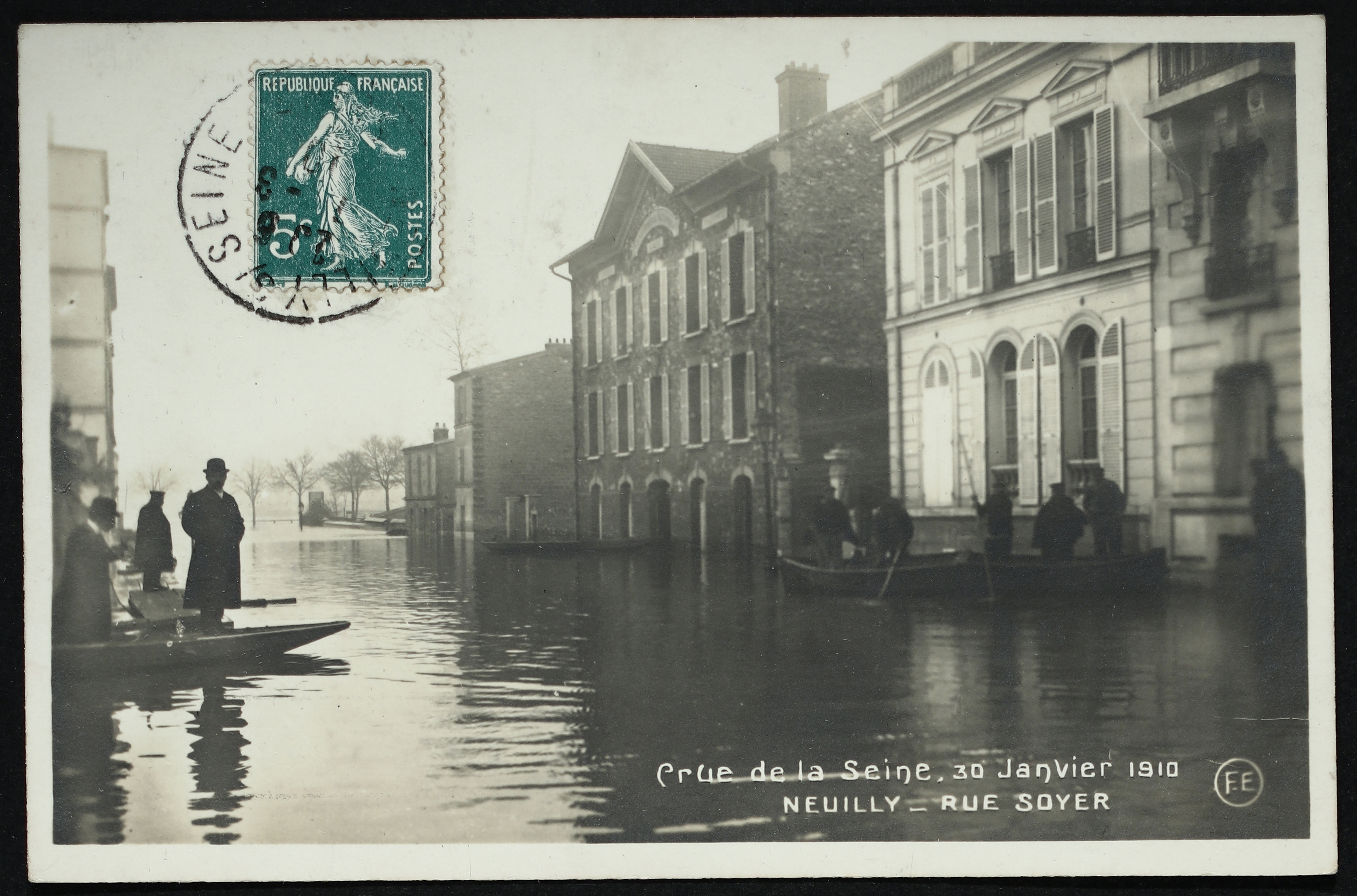
30 janvier 1910 - Rue Soyer.

## Bâtiments remarquables et lieux de mémoire

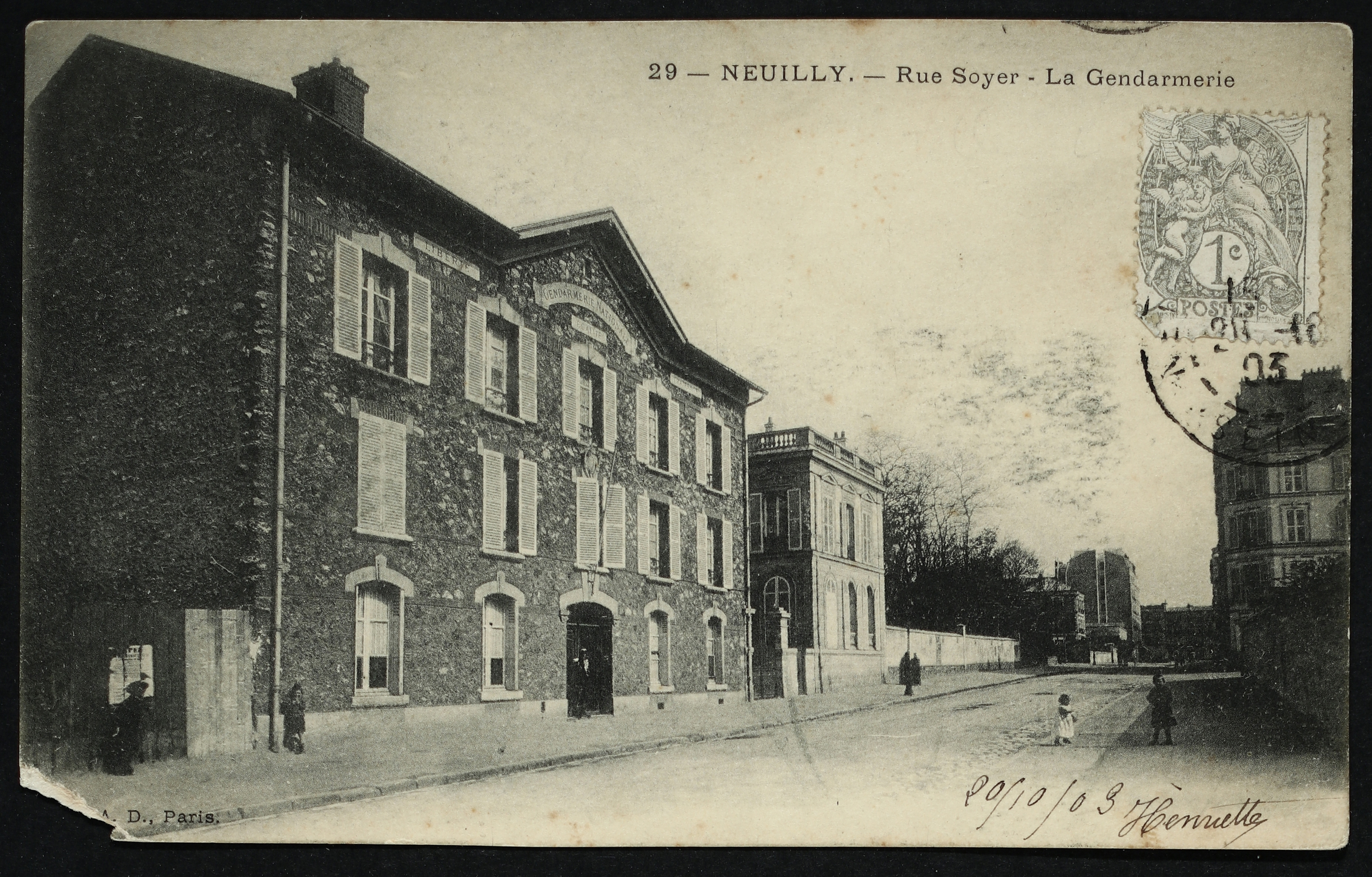
Carte postale - Neuilly-sur-Seine - La Gendarmerie.

- Se trouve dans la rue la synagogue Beth Loubavitch de Neuilly[3].
- no 7 : se trouve un hospice de vieillards inauguré en 1889[4]. Y a vécu Stanley Hoffmann durant ses études à l'Institut d'études politiques de Paris dans les années 1940[5]. C'est aujourd'hui un EHPAD dont la réalisation, en 1992, a été un des facteurs de la chute du groupe immobilier Lasserre[6].
- no 16bis : une gendarmerie a été construite en 1896[7], sur un terrain acquis par le Département[8]. Elle est inscrite à l'inventaire général du patrimoine culturel[9],[10]. C'est aujourd'hui un logement social[11].
- Siège social de la société JCDecaux.